# Eutrogia ochrivena
Eutrogia ochrivena är en fjärilsart som beskrevs av George Francis Hampson 1894. Eutrogia ochrivena ingår i släktet Eutrogia och familjen nattflyn. Inga underarter finns listade i Catalogue of Life.